# Wojciech Rubinowicz
Wojciech Sylwester Piotr Rubinowicz (Chernivtsi, 22 de fevereiro de 1889 — Varsóvia, 13 de outubro de 1974) foi um físico polonês.
Contribuiu para a mecânica quântica, física matemática e teoria da radiação eletromagnética. É conhecido pela representação de Maggie-Rubinowicz da fórmula de difração de Gustav Kirchhoff.
Está sepultado no Cemitério de Powązki em Varsóvia.

## Livros
- Adalbert Rubinowicz  "Die Beugungswelle in der Kirchhoffschen Theorie der Beugung" (1957, 1966)
- Adalbert Rubinowicz  "Quantum Mechanics" (1968)
- Adalbert Rubinowicz "Sommerfeldsche Polynommethode: Die Grundlehren der mathematischen Wissenschaften in Einzeldarstellungen mit besonderer Berücksichtigung der Anwendungsgebiete" (Polnischer Verl. d. Wissenschaften, 1972)
- Adalbert Rubinowicz "Selected Papers" (Polish Scientific Publishers PWN, Warsaw 1975)